# Nicolas-Marie Daru
Pour les articles homonymes, voir Daru.
Nicolas-Marie Daru, né le 21 octobre 1988 à Lyon, est un athlète français spécialiste des courses de demi-fond.

## Biographie
Militaire de carrière depuis 2006, il privilégie sa carrière militaire durant 15 ans avant de revenir au haut-niveau en 2021.
Il se classe deuxième du 3 000 m steeple lors des Championnats de France d'athlétisme 2023, devancé par Djilali Bedrani.
En mars 2024 il devient champion de France de cross-country (cross court) à Cap'Découverte dans le Tarn

## Palmarès

### International
| Date | Compétition                            | Lieu     | Résultat | Épreuve      | Marque      |
| ---- | -------------------------------------- | -------- | -------- | ------------ | ----------- |
| 2023 | Championnats du monde de cross-country | Belgrade | 6e       | Relais mixte | 23 min 17 s |

### National
- Championnats de France de cross-country :
  - Cross court : vainqueur en 2024
- Championnats de France d'athlétisme 2023 :
  - 3000m steeple: 2ème
- Championnats de France d'athlétisme en salle 2024:
  - 3000m: 3ème

## Records
| Épreuve         | Marque        | Lieu     | Date        |
| --------------- | ------------- | -------- | ----------- |
| 3 000 m steeple | 8 min 10 s 69 | Shaoxing | 3 mai 2025  |
| 1500m           | 3 min 39 s 22 | Décines  | 04 mai 2024 |